# Солунски железопътен музей
Солунският железопътен музей (на гръцки: Σιδηροδρομικό Μουσείο Θεσσαλονίκης) е музей край Солун, Гърция.

## Местоположение
Музеят е разположен на улица „Монастири“ № 7B в северозападното предградие на Солун Елевтерио-Корделио.

## История
Сградата е построена като военна гара в 1891 – 1894 година от италианския архитект Пиеро Аригони. Сградата остава в употреба до 1977 година, когато е изоставена и се руши в продължение на 20 години. В 2001 година сградата е реставрирана и в нея е открит железопътният музей в Солун.

## Описание
В музея се помещават машини и стари вагони, както една от забележителностите е оригинален вагон-ресторант от легендарния Ориент Експрес, произведен в Англия и датиращ от 1900 година. Този вагон е реновиран от дружество Приятели на Солунската железница. Вътре в сградата се съхраняват документи, фотографии, регистрационни табели, карти, маяци, телефони, телеграфи, фенери, часовници, бюра, пишещи машини, железопътни униформи и шкаф-мивка от кралския влак, един от малкото спасени обекти от влака.

## Сграда
Сградата е типичен пример за военна железопътна гара от края на XIX век. Има кръстовиден план, вертикална ос на симетрия по отношение на линиите. Образец е на архитектурна еклектика с ориенталски елементи и централноевропейски архитектурни влияния като заострените покриви. Сградата има симетрично извити отвори, кръгъл прозорец на страничните стени за покривна вентилация и фалшиви пиластри. Сградата е леко издигната, с площ 67,40 m2, с два покрити входа от всяка страна по 8,40 m2 всеки. Разполага с четири стаи от двете страни на оста на симетрия, които са свързани с междинно централно пространство от 24,80 m2.